# Fuad Char
Fuad Ricardo Char Abdala (Lorica, 5 de octubre de 1937) es un político y empresario colombiano de ascendencia siria.
Es uno de los políticos tradicionales de la Región Caribe,  actividad que ha desarrollado paralelamente con su actividad de empresario en cabeza del Grupo Olímpica; fue clasificado por Forbes como el décimo hombre más rico de Colombia.

## Biografía
Fuad Char es el hijo mayor del comerciante Sirio damasquinado Ricardo Char Zaslawy y Erlina Abdalá. Tiene 6 hermanos: Miguel, Habib, Mary, Ricardo, Farid (†) y Simon (†). Se casó, en 1963, con Adela Chaljub (Fallecida en 1994), con quien tuvo 3 hijos: Antonio (1963), Alejandro (1966) y Arturo (1967). Está casado con María Mercedes de la Espriella, exesposa del exvicepresidente Gustavo Bell.
En 1968, Supertiendas Olímpica empieza a consolidarse en diferentes actividades comerciales, convirtiéndose desde la década de 1980 en una de las cadenas de supermercados, droguerías y supertiendas más reconocidas de Colombia (Supermercados Olímpica). En 1972 adquiere el control del Junior de Barranquilla, y desde esa época también empieza a consolidar la cadena de emisoras Olímpica Stéreo y a comprar diferentes empresas, consolidando el holding empresarial Olímpica.

## Carrera política
En 1984 fue gobernador del Atlántico y en 1987 Ministro de Desarrollo Económico. En el Senado, Fuad Char  fue sucesivamente reelegid en 1994, 1998, 2002 y 2010. En 2002 respalda al candidato a la Presidencia Álvaro Uribe Vélez y aspira a la Presidencia del Senado, pero es derrotado por el antioqueño Luis Alfredo Ramos. Desde 2004 está vinculado al Partido Cambio Radical. Fue embajador de Colombia en Portugal en 2008. Por otra parte, su segundo hijo, Alejandro Char fue concejal de Barranquilla (1997), gobernador del Atlántico (2003) y en 2007, 2015 y 2022 alcanzó la Alcaldía de Barranquilla, luego de una alianza de los Char con los Name y los Gerlein. Su hijo menor, Arturo Char, fue líder del grupo Olímpica y presidente del Senado de la República, dejando la cadena de almacenes en manos de su hijo mayor, Antonio; su sobrino David Char fue también senador por Cambio Radical en 2006.

## Familia y vida privada

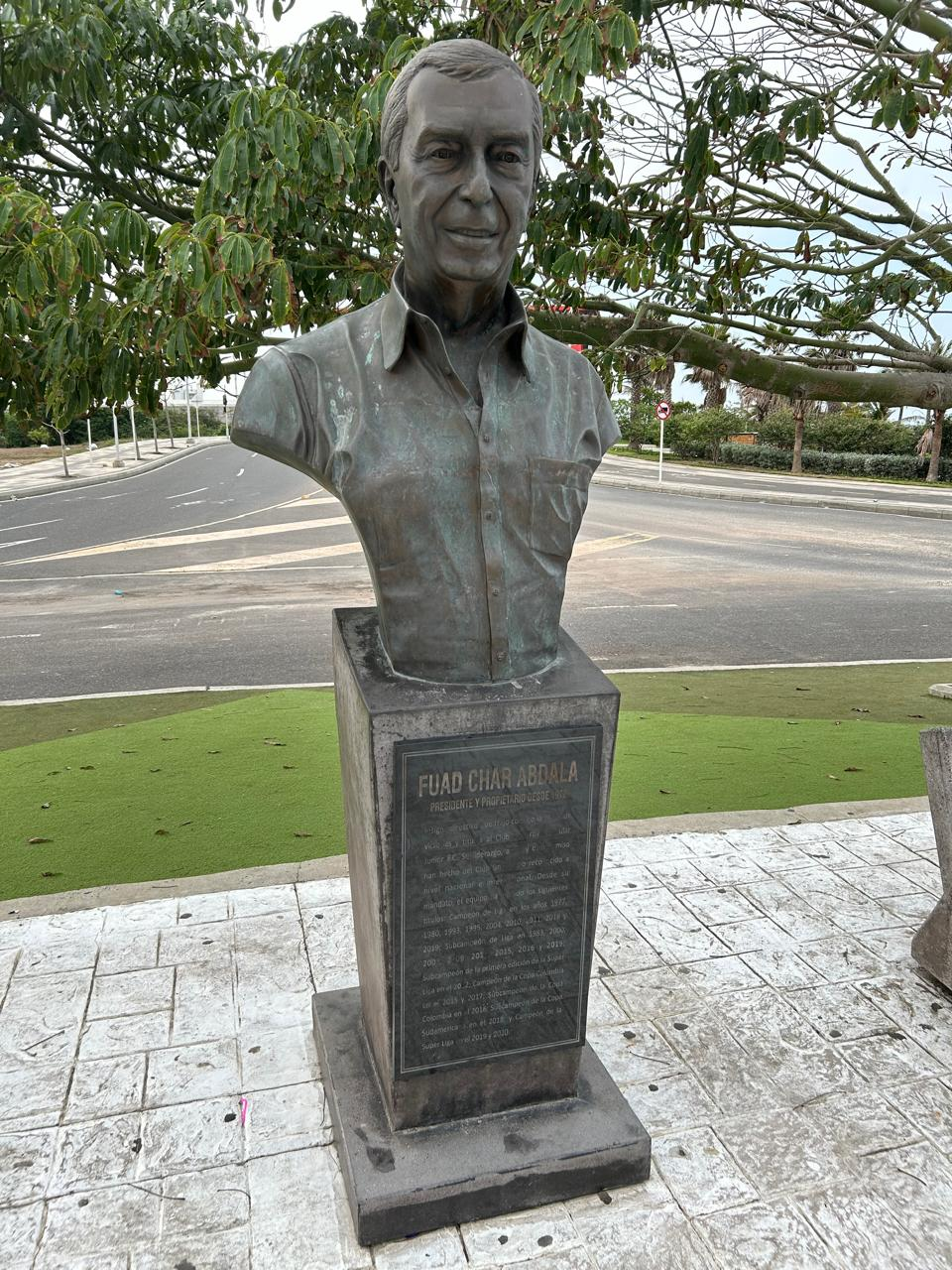
Busto de Fuad Char en la Ventana de Campeones

Como jefe del clan Char, Fuad es uno de los hombres con mayor influencia en el Caribe colombiano, y del país. Antonio fue su sucesor en la dirección del equipo de fútbol Junior y de la cadena de supermercados Olímpica.
Sus sobrinos David Char, fue congresista y Simón Char, es músico. Ambos son sobrinos del fallecido Farid Char Abdalá, empresario y músico, quien fundó la emisora Olímpica. Un pariente suyo, José Miguel Char fue contralor delegado anticorrupción, en virtud del presidente Juan Manuel Santos. La hija de José Miguel es la presentadora Siad Char, esposa del periodista Luis Carlos Vélez.